# Thoreaulita
La thoreaulita és un mineral de la classe dels òxids, que pertany al grup de la foordita. Rep el nom en honor de Jacques Thoreau (1886-1973), professor de mineralogia de la Universitat Catòlica de Lovaina, Bèlgica.

## Característiques
La thoreaulita és un òxid de fórmula química Sn2+Ta₂O₆. Cristal·litza en el sistema monoclínic. La seva duresa a l'escala de Mohs oscil·la entre 5,5 i 6. Forma una sèrie de solució sòlida amb la foordita.
Segons la classificació de Nickel-Strunz, la thoreaulita pertany a «04.DG: Òxids i hidròxids amb proporció Metall:Oxigen = 1:2 i similars, amb cations grans (+- mida mitjana); cadenes que comparteixen costats d'octàedres» juntament amb els següents minerals: euxenita-(Y), fersmita, kobeïta-(Y), loranskita-(Y), policrasa-(Y), tanteuxenita-(Y), uranopolicrasa, itrocrasita-(Y), fergusonita-(Y)-β, fergusonita-(Nd)-β, fergusonita-(Ce)-β, itrotantalita-(Y), foordita i raspita.

## Formació i jaciments
Va ser descoberta a la mina Manono, situada a la regió de Katanga, a la República Democràtica del Congo. També ha estat trobada a les regions congolenyes de Maniema i Kivu Sud, així com a Ruanda, el Kazakhstan, el Brasil i la República Popular de la Xina.